# Sesamoides suffruticosa
Sesamoides suffruticosa é uma espécie de planta com flor pertencente à família Resedaceae. 
A autoridade científica da espécie é (Lange) Kuntze, tendo sido publicada em Revis. Gen. Pl. 1: 39. 1891.
O seu nome comum é reseda-de-fruto-estrelado.

## Portugal
Trata-se de uma espécie presente no território português, nomeadamente os seguintes táxones infraespecíficos:
- Sesamoides suffruticosa var. latifolia - presente em Portugal Continental. Em termos de naturalidade é nativa da região atrás referida. Não se encontra protegida por legislação portuguesa ou da Comunidade Europeia.
- Sesamoides suffruticosa var. suffruticosa - presente em Portugal Continental. Em termos de naturalidade é nativa da região atrás referida. Não se encontra protegida por legislação portuguesa ou da Comunidade Europeia.